# Magdalena Czajka
Magdalena Stefania Czajka (ur. 11 kwietnia 1957 we Wrocławiu, zm. 4 września 2013) – polska organistka, profesor doktor habilitowany sztuk muzycznych, profesor Uniwersytetu Muzycznego Fryderyka Chopina w Warszawie, członek honorowy Śląskiego Towarzystwa Muzyki Kościelnej, wiceprzewodnicząca rady nadzorczej Fundacji Opus Organi.

## Życiorys
Magdalena Czajka urodziła się we Wrocławiu i w tym mieście rozpoczęła edukację muzyczną i ogólnokształcącą: ukończyła Państwowe Liceum Muzyczne (obecnie: Ogólnokształcąca Szkoła Muzyczna I i II stopnia im. Karola Szymanowskiego we Wrocławiu) w klasie fortepianu mgr Ewy Piotrowskiej. Studia muzyczne podjęła w kraju i za granicą: na Wydziale Reżyserii Dźwięku Akademii Muzycznej w Warszawie (klasa prof. Antoniego Karużasa) oraz na Wydziale Fortepianu, Klawesynu i Organów tej samej uczelni (klasa organów prof. Andrzeja Chorosińskiego) – obydwa kierunki zwieńczone dyplomami z wyróżnieniem.
Studia instrumentalne kontynuowała w Strasburgu we Francji w klasie mistrzowskiej prof. Daniela Rotha dzięki dwuletniemu stypendium ufundowanemu przez Rząd Francji oraz Rotary International. Ukończyła je uzyskując pierwszą nagrodę (Premier Prix). Jest także laureatką „III Szwajcarskiego Konkursu Organowego im. J.S. Bacha”, a także wielu indywidualnych kursów mistrzowskich prowadzonych przez organistów takich jak: Guy Bovet, Christiane Jaccottet, Gustav Leonhardt, Michael Schneider, Zsigmond Száthmary, Monserrat Torrent, Herbert Wulf. Miała na swoim koncie występy w wielu krajach w Europie i na świecie.
Magdalena Czajka posiadała także w swoim dorobku przekład z języka francuskiego dwóch popularnych książek o muzyce autorstwa Nikolausa Harnoncourta: Muzyka mową dźwięków (wyd. Fundacja "Ruch Muzyczny", Warszawa 1995, ISBN 978-83-905241-0-8) oraz Dialog muzyczny: rozważania o Monteverdim, Bachu i Mozarcie (wyd. Fundacja "Ruch Muzyczny", Warszawa 1999, ISBN 978-83-905241-1-5).
Prowadziła aktywną działalność pedagogiczną jako profesor klasy organów Uniwersytetu Muzycznego Fryderyka Chopina – gdzie w latach 2005–2012 pełniła dodatkowo funkcję kierownika Katedry Organów i Klawesynu, a w latach 2006–2008 także jako profesor Akademii Muzycznej im. Karola Lipińskiego we Wrocławiu.
Poprzez miejsce zamieszkania oraz zakres zainteresowań naukowych związana była ze Śląskiem (szczególnie z Dolnym Śląskiem), włączała się aktywnie w działalność na rzecz kultury regionu (m.in. w ramach Fundacji Opus Organi zajmującej się odbudową organów Michaela Englera we wrocławskiej Bazylice św. Elżbiety Węgierskiej. W 2012 roku otrzymała godność członka honorowego Śląskiego Towarzystwa Muzyki Kościelnej.
Od 2008 mieszkała w Księżycach. Magdalena Czajka była żoną krytyka muzycznego Ludwika Erhardta, długoletniego redaktora naczelnego „Ruchu Muzycznego”.